# アリソビエホ市長
アリソビエホ市長は、アメリカ合衆国カリフォルニア州オレンジ郡アリソビエホの首長。2001年にアリソビエホが設置され、5人の市議が選出された。現在まで、毎年5人の議員の中から市長が選出されている。
| #                                 | 氏名                     | 任期                          | 代行                     |
| --------------------------------- | ------------------------ | ----------------------------- | ------------------------ |
| Mayors of the City of Aliso Viejo |                          |                               |                          |
| 1                                 | カーメン・ヴァリ＝ケイヴ | 2001年7月1日 - 2002年12月31日 | シンシア・アダムズ       |
| 2                                 | シンシア・アダムズ       | 2003年12月31日 - 2003年1月1日 | ビル・フィリップス       |
| 3                                 | ビル・フィリップス       | 2004年12月31日 - 2004年1月1日 | カール・ウォーカムスキ   |
| 4                                 | カール・ウォーカムスキ   | 2005年12月31日 - 2005年1月1日 | カーメン・ヴァリ＝ケイヴ |
| 5                                 | カーメン・ヴァリ＝ケイヴ | 2006年12月31日 - 2006年1月1日 | シンシア・アダムズ       |
| 6                                 | シンシア・アダムズ       | 2007年1月1日 - 2007年5月13日  | カーメン・ヴァリ＝ケイヴ |
|                                   | 空席                     | 2007年5月13日 - 2007年6月6日  | カーメン・ヴァリ＝ケイヴ |
| 7                                 | カーメン・ヴァリ＝ケイヴ | 2007年6月6日 - 現在           | ビル・フィリップス       |

## 参考リンク
- Elected Officials of Aliso Viejo - アリソビエホ市長公式リスト